# Circuit de l'Est

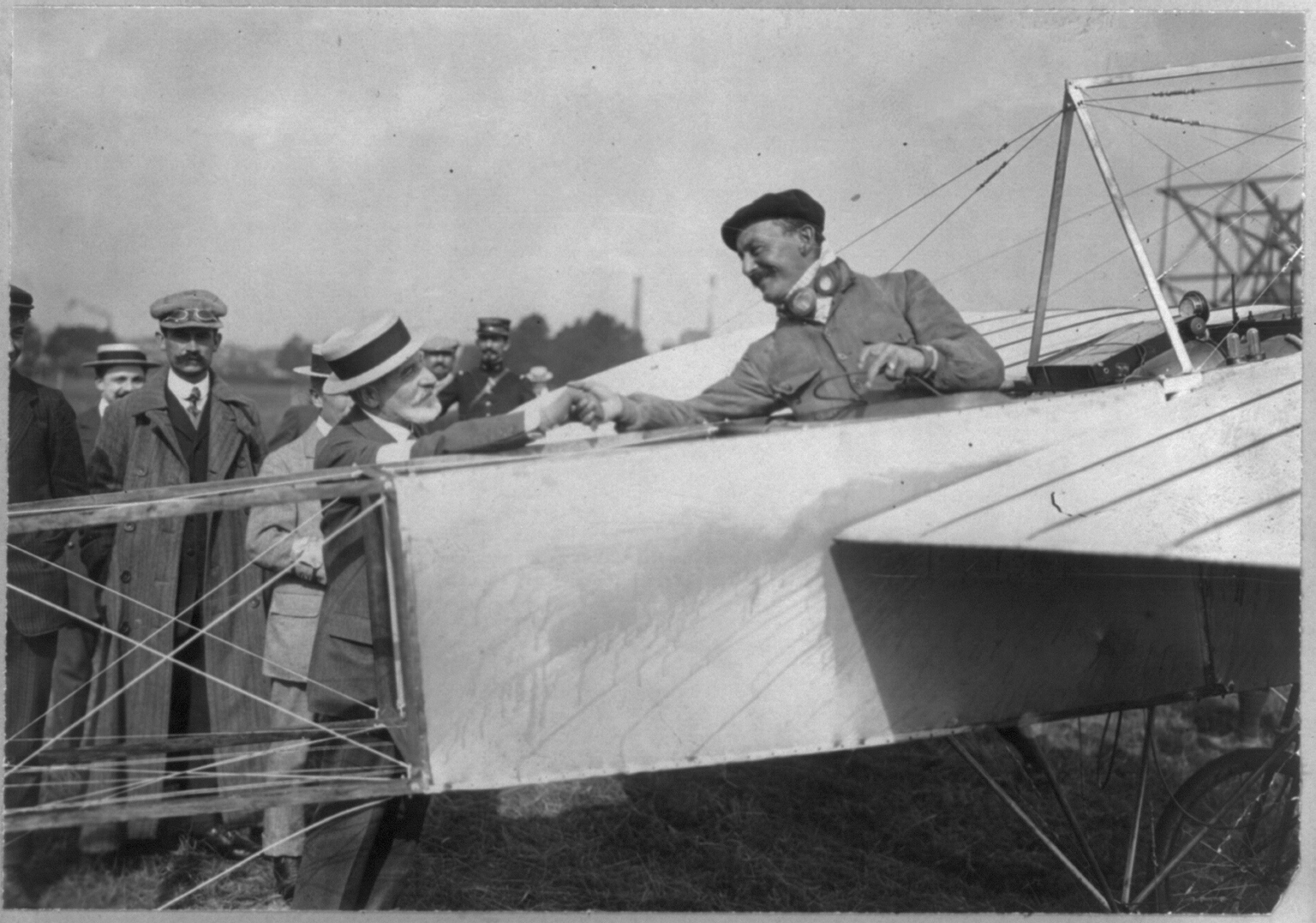
Alfred Leblanc gratuleras av Henri Deutsch de la Meurthe i Nancy

Circuit de l'Est var ett franskt flyglopp, som organiserades av tidningen Le Matin och som genomfördes den 7–17 augusti 1910. Marskalken Ferdinand Foch, som uppmärksamt hade följt loppet, uttalade sig några veckor senare under Frankrikes första militära flygmanövrar i Picardie, till Le Matins utsände Robert de Beauplan: "Allt det där, förstår du, är sport, men för armén är flygvapnet av noll värde".
Loppet genomfördes i sex etapper från övningsfältet Issy-les-Moulineaux i Paris via Troyes, Nancy, Charleville-Mézières, Douai och Amiens åter till Paris. Den franska arméns flygkår deltog med tre lag till evenemanget.
Alfred Leblanc vann loppet och dess prissumma, 100.000 francs. Émile Aubrun blev tvåa, och bägge flög Blériot XI, vilka hade  en Gnome-motor på 50 hästkrafter. Dessa två var de enda två som genomförde hela loppet av de 35 som anmält sig, varav tio startade. Det flög 805 kilometer under drygt 12 timmar med en genomsnittshastighet på 67 kilometer/timme.

## Bildgalleri

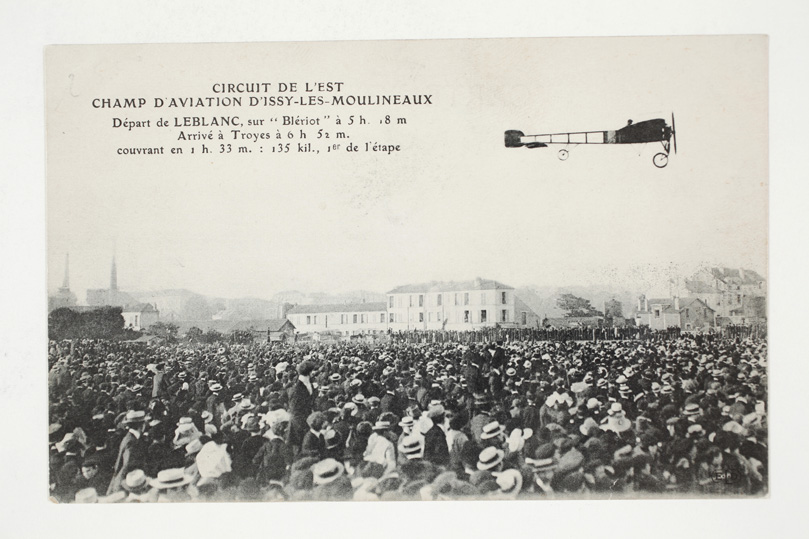
Alfred Leblancs avfärd i en Blériot XI från Issy-les-Moulineaux-flygfältet i Paris
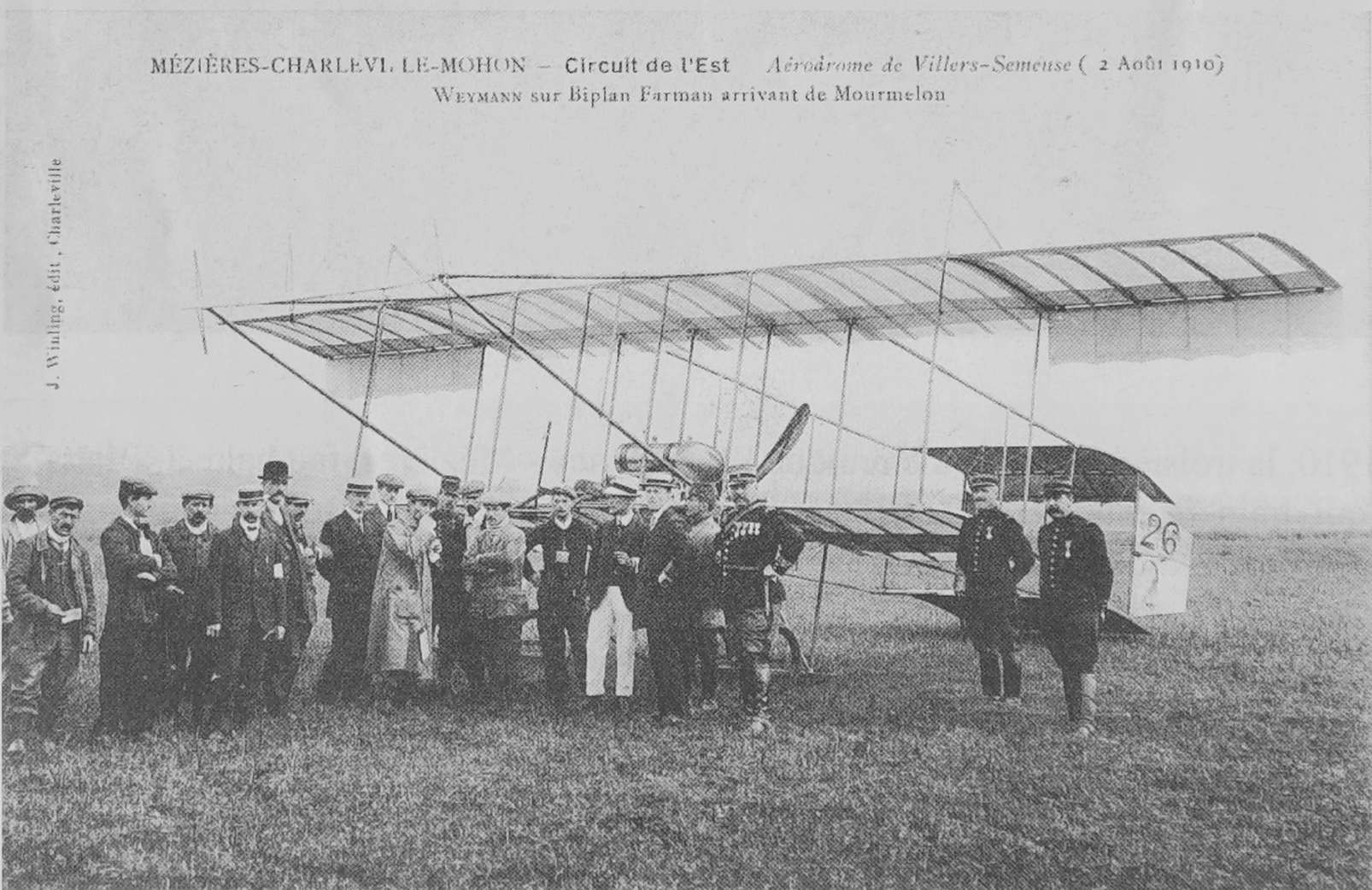
Charles Terres Weymann i Charleville
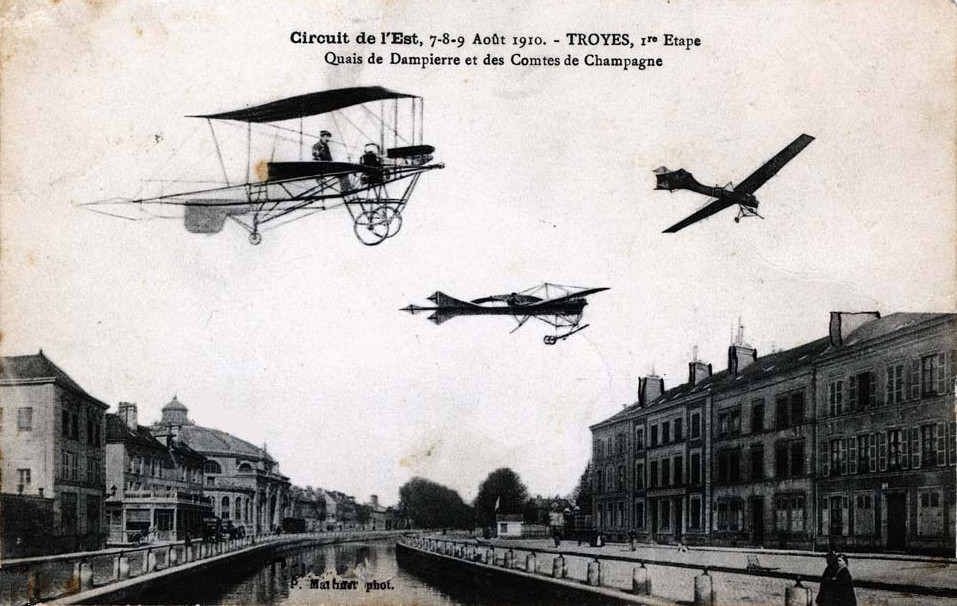
Troyes
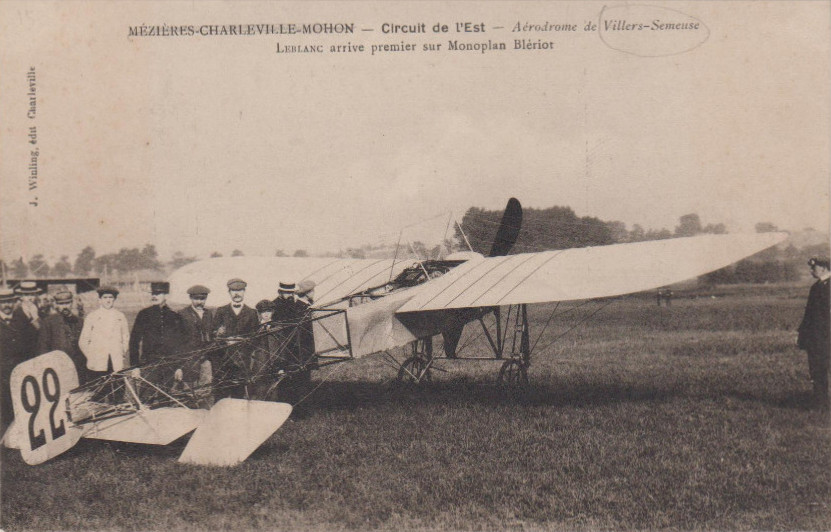
Alfred Leblanc vid målet